# Lhendup Dorji
Dasho Lhendup Dorji (6 octobre 1935 - 15 avril 2007) était membre de la famille Dorji (en) du Bhoutan. Il était également le frère de la reine du Bhoutan, Ashi Kesang Choden et l'oncle du quatrième roi du Bhoutan, le roi Jigme Singye Wangchuck. Il a occupé le poste de Lyonchen (Premier ministre) par intérim après l'assassinat de son frère, Lyonchen Jigme Palden Dorji, le 5 avril 1964.

## Biographie
Lhendup Dorji est né de Gongzim Raja Sonam Topgay Dorji (en) et de la princesse Rani Chuni Wangmo du Sikkim le 6 octobre 1935 à Bhutan House (en), à Kalimpong, en Inde. Il est devenu le premier Bhoutanais à étudier aux États-Unis à l'Université Cornell, dont il est diplômé en 1959. Dorji était un chasseur passionné et excellait dans l'athlétisme, comme la boxe, le golf et le tennis. Il est revenu au Bhoutan des États-Unis et a commencé à mesurer la terre. Il a passé des mois à parcourir le Bhoutan pour calculer le terrain à la main en utilisant les systèmes de mesure les plus facilement disponibles. Il a ensuite été ministre des Postes, Paro Thrimpon, adjoint puis secrétaire général de l'aile de développement du pays.
Il est référencé par Shirley MacLaine dans son livre, "Don't Fall Off the Mountain", qui documente une visite qu'elle a faite au Bhoutan au cours de laquelle elle l'a rencontré. Lhendup a également parfois fait sa propre approximation du curry bhoutanais.
Le neveu de Dorji, Jigme Singye Wangchuck, est devenu le quatrième roi dragon du Bhoutan. Le 15 avril 2007, il est décédé d'un cancer à Lungtenphu, à Thimphou.